# Adolf Juzof
Adolf Juzof, pseud. „Jarosz”, „Juchnicki” (ur. 19 maja 1899 w Cieszynie, zm. 19 maja 1956 w Cieszynie) – syn Jana i Zuzanny de domo Gembala, kapitan Wojska Polskiego.

## Życiorys
Po ukończeniu szkoły średniej wstąpił jako ochotnik do armii austriackiej, gdzie służył w  1 Tyrolskim Pułku Strzelców Cesarskich. Od maja do września 1917 roku, odbył przeszkolenie w szkole oficerów rezerwy we Frysztacie. Od września 1917 roku do grudnia 1918 wraz z batalionem szturmowym 56 Dywizji Piechoty uczestniczył w działaniach I wojny światowej na froncie włoskim, gdzie został ranny.
3 listopada 1918 wstąpił do formującego się 10 pułku piechoty w charakterze podchorążego. Brał udział w obsadzaniu, przewidywanej przez stronę polską, przyszłej granicy polsko-czeskiej na odcinku Gnojnik – Błędowice k. Ostrawy. 8 stycznia 1919 pociągnął z III batalionem swego pułku na front ukraiński, gdzie przebywał do października 1919, przeprowadzając wiele skutecznych akcji wobec wroga (Kiersznica k. Gródka Jagiellońskiego, Lubień Mały).
Zwolniony na plebiscyt cieszyński zorganizował oddział Tajnej Organizacji Wojskowej (TOW), obejmujący gminę Pastwiska i 5 sąsiadujących gmin, stając się jego dowódcą. Oddział ten przeprowadził szereg akcji, których celem było ograniczenie działalności bojówek czeskich.
Po ustaleniu granicy między Polską i Czechami wrócił do wojska. Służył w 35 pułku piechoty (do kwietnia 1925 r.), i w 5 Batalionie Korpusu Ochrony Pogranicza w randze porucznika, a następnie kapitana.
Przeniesiony do 4 pułku strzelców podhalańskich w Cieszynie został dowódcą kompanii ckm.
W czasie zaostrzającego się konfliktu polsko-czeskiego zgłosił się ochotniczo do tworzenia Legionu „Zaolzie”, obejmując wraz z mjr. Gustawem Swaczyną dowództwo Grupy I Cieszyn.
W październiku 1938 r. z 4 pspodh. uczestniczył w zajmowaniu Zaolzia.
W ramach przygotowań do II wojny światowej został powołany na dowódcę Batalionu ON „Krotoszyn”. Z oddziałem tym uczestniczył w kampanii wrześniowej, przebywając szlak od Krotoszyna, przez Koźmin, Turek, Koło, zakończony udziałem w bitwie nad Bzurą. Tam, ciężko ranny, dostał się do niewoli niemieckiej, gdzie przebywał w Oflagu VII A w Murnau aż do chwili wyzwolenia.
Po powrocie do ojczyzny pracował w PZU jako inspektor akwizycji. Zmarł 19 maja 1956 r., został pochowany na cmentarzu w Cieszynie-Pastwiskach.

## Odznaczenia
- Krzyż Srebrny Orderu Wojennego Virtuti Militari
- Srebrny Krzyż Zasługi
- Medal Niepodległości